# Spotvogel
De spotvogel (Hippolais icterina) is een zangvogel uit de familie Acrocephalidae (rietzangers). Het is een lange-afstandstrekker die voornamelijk broedt in Centraal-, Noord- en Oost-Europa en overwintert in Zuidelijk Afrika. De spotvogel komt in Nederland en België hoofdzakelijk voor vanaf mei tot aan september en is een vrij algemene soort. Ze broeden met name op de klei- en veengronden in bosschages en op boerenerven.

## Identificatie
De spotvogel bereikt een lengte tussen de 12 en 13,5 cm en een vleugellengte van 69 tot 85 mm. De soort heeft grijsgroene bovendelen en kop, een lichtgele buik, wenkbrauwstreep en oogring en een vrij duidelijk zichtbaar bleek paneel op de vleugel. De poten zijn loodgrijs van kleur. Heeft net als de gelijkende orpheusspotvogel (Hippolais polyglotta) een vrij opvallende kopvorm, met een hoekig voorhoofd en een hoge, ronde kroon. De orpheusspotvogel heeft echter kortere vleugels en eerder bruingrijze poten. Het bleke paneel op de vleugel zorgt bij de spotvogel voor een dieper contrast en is bij de orpheusspotvogel minder opvallend. Kan qua verenkleed ook met een fluiter (Phylloscopus sibilatrix) of jonge fitis (Phylloscopus trochilus) verward worden, maar deze soorten hebben een ander silhouet en missen de karakteristieke kopvorm van de spotvogel.

## Voedsel
De spotvogel staat bekend als een insectivoor. Hij zoekt zijn voedsel in het gebladerte van bomen en struikgewassen en vangt zijn prooi soms op een vliegenvangerachtige wijze. Ze eten hoofdzakelijk insecten en spinnen. Maar voordat de najaarstrek begint wordt de voedselopname gevarieerder en eten ze ook bessen.

## Broeden
Het legsel bestaat meestal uit 4-5 (soms 3-7) bruingevlekte, roze eieren. De eieren worden gedurende 13-15 dagen geïncubeerd door het vrouwtje en soms een korte periode door het mannetje. De legperiode bevindt zich tussen eind mei en begin juli. Na het uitkomen worden de jongen nog een week lang bebroed door het vrouwtje. Het mannetje zorgt dan voor de aanvoer van voedsel. Na 13 à 14 dagen vliegen de jongen uit. De jongen zijn dan vooral in de boomtoppen te vinden en worden nog ongeveer 10 dagen door de ouders gevoerd. De eieren worden gelegd in een stevig, komvormig en goed verborgen nest. Het nest bestaat uit mos, gras en schors en wordt verweven met haartjes en stukjes plantenwortel.

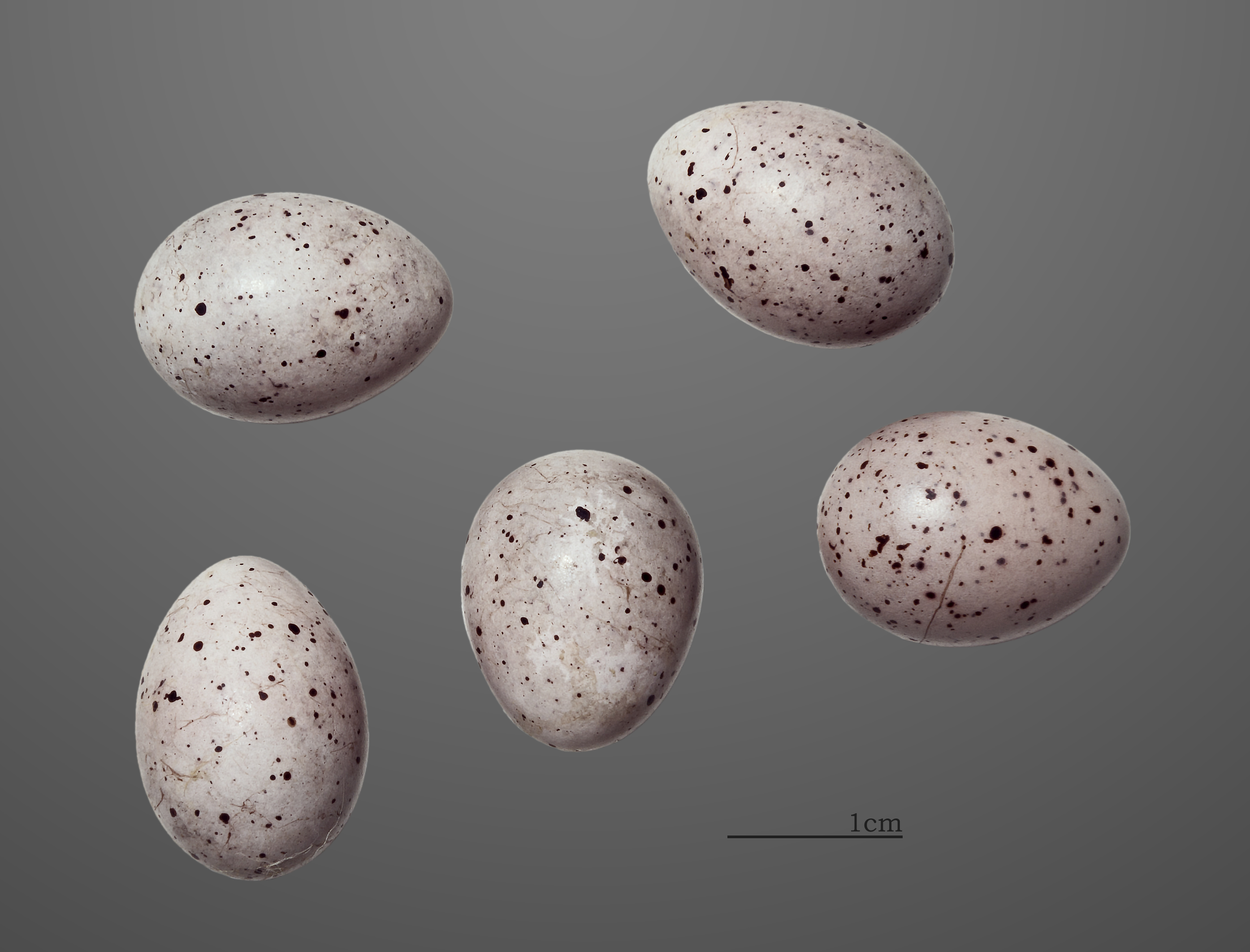
Eieren van de spotvogel

## Verspreiding
Het aantal spotvogels in Europa wordt geschat op 1.5 miljoen broedparen en in Rusland tussen de 2.5 en 5 miljoen broedparen. De verspreiding van de spotvogel reikt van Noordoost-Frankrijk en de Benelux, door Centraal-Europa en delen van Scandinavië en het zuiden van Finland, oostwaarts tot aan de Irtysj t.h.v. Omsk en de rivier Ob t.h.v. Tomsk en Novosibirsk. De zuidelijke grenzen van het verspreidingsgebied liggen in Zwitserland, Oostenrijk, het noorden van Slovenië, Servië en Bulgarije en de Krim. Van daaruit verplaatst de zuidgrens zich in noordelijker richting ter hoogte van Dnjepropetrovsk in Oekraïne en de middenloop van de Wolga en Oeral in Zuid-Rusland. Heeft ook een disjunct voorkomen rondom het zuidwestelijke deel van de Kaspische Zee.
Overwintert vooral in de tropische delen van Zuidelijk Afrika. Wordt vooral gevonden in het oosten en zuiden van Congo-Kinshasa, het zuiden van Oeganda, het zuidwesten van Kenia en West-Tanzania, zuidelijk tot aan het midden van Namibië, Botswana en het noorden en oosten van Zuid-Afrika. De meeste Europese broedvogels verlaten hun broedgebieden tussen eind juli en begin september. Siberische vogels blijven waarschijnlijk tot aan midden augustus. De trekroutes liggen voornamelijk in het oostelijke Middellandse Zeegebied en veel vogels trekken door Italië en via het Kaspische Zeegebied. Tot aan begin oktober kunnen zich spotvogels in Zuid-Europa bevinden. Doortrek door de noordelijke tropische gebieden zoals Tsjaad en Nigeria vindt in de regel plaats tussen augustus en midden september en gaat verder door met name Congo-Kinshasa en Zambia. Spotvogel komen tussen eind oktober en december aan in hun overwinteringsgebieden in Zuidelijk Afrika. Sommige vertrekken weer aan het eind van februari, maar de meeste blijven tot eind maart. Tussen eind maart en eind april passeren veel vogels opnieuw Congo-Kinshasa. Veel vogels pauzeren in Noord-Afrika, waar hun aantal piekt tussen eind april en begin mei. De aankomst in Centraal-Europa is doorgaans vanaf de tweede week van mei. In Noord-Rusland en West-Siberië komen ze pas tussen eind mei en begin juni aan.
Kan soms erg algemeen zijn en in optimale loofhoutgebieden werden dichtheden van 1 paar per hectare vastgesteld. Vanaf het eind van de 20e eeuw is de spotvogel sterk afgenomen in Frankrijk, Zwitserland, België en Nederland. Hij is in de noordelijke gebieden daarentegen sterk toegenomen, zoals in Denemarken, Zweden, Finland en Wit-Rusland. In Nederland en Vlaanderen neemt het aantal spotvogels sinds de jaren 1960 en 1970 af. Tussen 1984-2004 bedroeg de achteruitgang 85%. De sterkste afname is vooral waargenomen in loofbossen, waar de soort met 95% afnam. In agrarische gebieden nam de soort met circa 50% af. Na 2004 is het aantal broedparen weer iets toegenomen. Volgens SOVON zijn er in 2018-2020 ongeveer 12.000-18.000 broedparen.
Door de langdurige afname is de spotvogel in 2004 als gevoelig op de Nederlandse Rode Lijst gezet. De soort staat niet op de Vlaamse Rode Lijst en als niet bedreigd op de Rode Lijst van de IUCN.

## Biotoop
De vogel leeft voornamelijk in halfopen landschappen en loofopslag aan de rand van vochtige gebieden. Zulke plekken kunnen ooibossen, populierenplantages, fruitboomgaarden, essenbronbossen, begraafplaatsen en parken en tuinen met dicht struikgewas zijn. In Nederland broedt de spotvogel vooral in houtwallen, elzensingels en boerenerven. In het Peelgebied bleken de vogels een sterke voorkeur te hebben voor braamstruiken om hun nest in te bouwen. Ook in de vlier werd vaak genesteld.

## Geluid

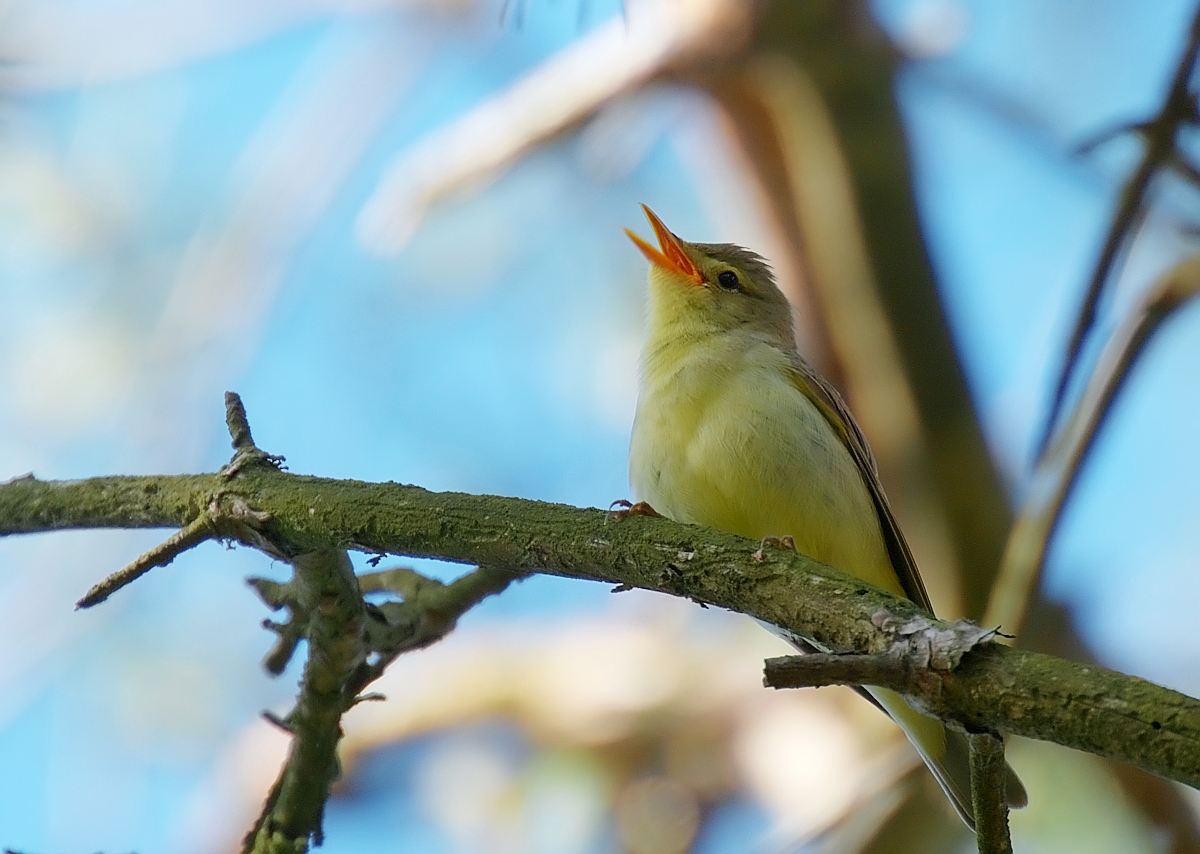
Een spotvogel in Zweden

De zang is snel, luid en gevarieerd. Er worden veel imitaties van andere (vogel)geluiden in verwerkt, maar karakteristiek voor de spotvogel is dat er altijd een nasaal gie gie... in terugkomt. Ook de roep van de spotvogel komt hier vaak in terug. Herhalingen (vaak 2-4) komen vaker voor dan bij de bosrietzanger (Acrocephalus palustris) en het tempo ligt lager dan bij deze soort. Opvallend is dat er in de overwinteringsgebieden ook wordt gezongen. Dit gebeurt meestal in februari of maart na de ruiperiode en dient mogelijk om ook daar territoria te bezetten. De roep is een vrolijk, driedelig teh-teh-lüüit. Brengt ook af en toe een klikkend tekk ten gehore. Wanneer angstig kan een herhaald te te te.. worden gehoord.
Analyse van de zang in Tsjechië door Jůzlová en Riegert (2012) wees uit dat de spotvogel 76.2% van de tijd geluiden van andere soorten nabootst. In totaal imiteerden de tien onderzochte mannetjes 42 andere vogelsoorten, met een gemiddelde van 27 soorten per individu. Daarvan werden de boerenzwaluw (Hirundo rustica), merel (Turdus merula), torenvalk (Falco tinnunculus) en kramsvogel (Turdus pilaris) het meest geïmiteerd. Daarnaast werd ook de zang van waarschijnlijk exotische vogelsoorten nagebootst, maar dit bedroeg slechts 0,15% van de totale onderzoekstijd. Ook werd een mechanisch geluid vastgesteld (0,05% van de totale onderzoekstijd).

## Gelijkende soorten
- Orpheusspotvogel (Hippolais polyglotta) Qua geluid en uiterlijk.
- Bosrietzanger (Acrocephalus palustris)  Qua geluid.
- Fitis (Phylloscopus trochilus) Qua uiterlijk (juveniel).
- Fluiter (Phylloscopus sibilatrix) Qua uiterlijk.

## Video
- Zang van de spotvogel